# Símun Samuelsen
Símun Samuelsen (Vágur, 21 maggio 1985) è un allenatore di calcio ed ex calciatore faroese, allenatore dell'AB Argir.

## Palmarès

### Club

#### Competizioni nazionali
- Formuladeildin: 2

HB Tórshavn: 2010, 2013
- Supercoppa delle Fær Øer: 2

HB Tórshavn: 2010, 2019